# 奥马尔·巴尔博扎
歐馬爾·恩里克·巴爾博扎·古鐵雷斯（西班牙語：Omar Enrique Barboza Gutiérrez，1944年7月27日—），出生於委內瑞拉馬拉開波，為第9任委內瑞拉全國代表大會議長，屬於新紀元黨的一員，該黨為尼古拉斯·馬杜羅總統的反對黨。
2009年2月，2009年委內瑞拉修憲公投以54%贊同的比例，取消了委內瑞拉國內公職的任期限制。巴爾柏扎曾對美聯社表示：「我們是民主人士，我們接受這個結果」，但宣稱烏戈·查維茲利用國家資源、國營媒體、以政治力量施壓委內瑞拉國內200萬名公職人員和利用國內電視台頻繁發表演說來贏得選舉，更斷言「這將成為一個獨裁政權」。